# John Strong Newberry

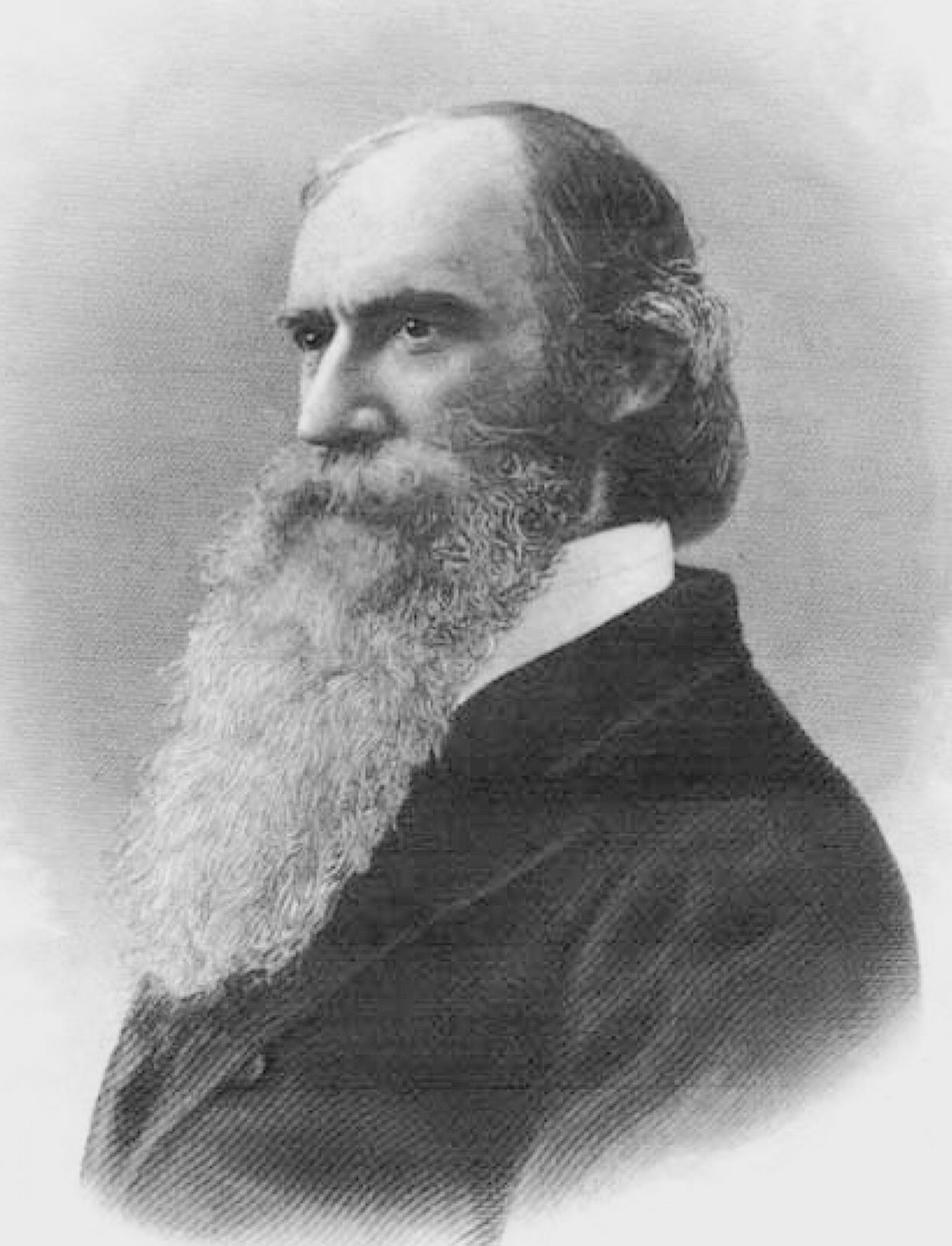
John Strong Newberry.

John Strong Newberry, född den 22 december 1822 i Windsor, Connecticut, död den 8 december 1892 i New Haven, Connecticut, var en amerikansk geolog. 
Newberry deltog i mitten av 1800-talet i expeditioner till västra Nordamerika. Han var 1866–1892 professor i geologi vid Columbia College i New York och 1869–1884 även statsgeolog i Ohio. Newberry tillhörde grundarna av National Academy of Sciences 1863 och invaldes i American Academy of Arts and Sciences 1887. Han tilldelades Murchisonmedaljen 1888.